# 盧·戴蒙德·菲利普斯
盧·戴蒙德·菲利普斯（Lou Diamond Phillips，1962年2月17日—）是美國的一位演員和導演。他出演的第一部電影是1987年電影青春傳奇。他憑藉在1988年電影《为人师表》獲得金球獎提名，1996年電影國王與我獲得托尼獎提名。